# 美国骑乘种马

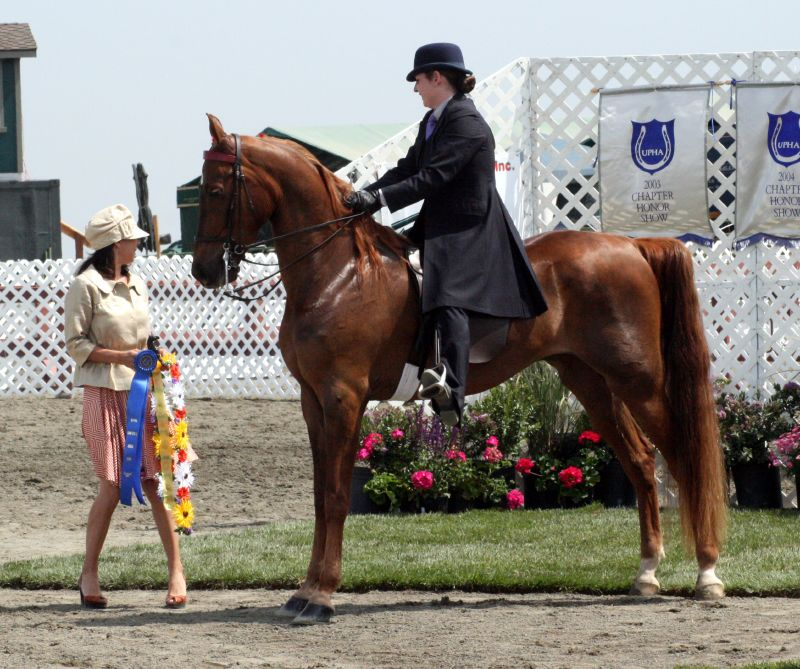
美国骑乘种马

美国骑乘种马是原产于美国的馬。包括摩根马和純種馬在內的馬都是美国骑乘种马的祖先。美国骑乘种马身高（地面到鬐甲的距離）在152至173厘米之間， 大部分為152至163厘米之間， 體重在450千克至540千克之間。 
人們在美国独立战争时期開始培育這種馬，南北战争期間，很多军官都騎這種馬。20世纪，美国骑乘种马开始出口到南非和英国。